# شهرستان دومباروفسکی
شهرستان دومباروفسکی (به لاتین: Dombarovsky District) یک شهرستان در روسیه است که در استان اورنبورگ واقع شده‌است.